# Award numerals

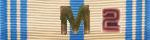
ruban de l'Armed Forces Reserve Medal avec insinges "M" Device et Numeral 2 device

Un Arabic numeral device (insigne à chiffres arabes) ou numeral device (insigne à chiffres), parfois appelé "Award Numeral" (numéro de récompense), est un insigne de service des forces armées des États-Unis dont le port peut être autorisé sur certains rubans de service et rubans de suspension des médailles. Les chiffres arabes sont de couleur bronze ou or et mesurent 3⁄16 pouces (4,7625 mm) de hauteur.

## Attributions
Les chiffres arabes sont portés pour indiquer l'attribution d'une deuxième récompense ou d'une récompense ultérieure pour laquelle un membre a déjà reçu la décoration ou la récompense initiale. Le ruban indique la première récompense et les chiffres commençant par le chiffre 2 indiquent le nombre total de récompenses. Les chiffres de 3⁄16 pouces sont similaires aux chiffres de 5⁄16 pouces Strike/Flight portés par la marine (US Navy) et le Corps des Marines (US  Marine Corps) des États-Unis ,,,.

## Médailles concernées
Les décorations et récompenses militaires américaines qui peuvent être autorisées à porter un dispositif en chiffres arabes sont les suivantes :
- Air Medal
- Armed Forces Reserve Medal (uniquement en liaison avec le "M" device)[9]
- NCO Professional Development Ribbon (les chiffres indiquent le niveau du cours obtenu, et non les décorations multiples)
- Army Overseas Service Ribbon
- Army Reserve Components Overseas Training Ribbon
- Navy Recruiting Service Ribbon
- Multinational Force and Observers Medal

À l'exception des rubans de service et de suspension de la Air Medal et de la Armed Forces Reserve Medals, l'US Army est la seule branche à utiliser des chiffres sur les autres rubans de service, et l'US Navy sur le Recruiting Service Ribbon (ruban du service de recrutement). Pendant la Seconde Guerre mondiale, certains Naval Construction Battalions (bataillons de construction navale - Seabees) ont reçu la Asiatic-Pacific Campaign Medal avec des chiffres au lieu des service stars.

## Source
- (en) Cet article est partiellement ou en totalité issu de l’article de Wikipédia en anglais intitulé « Award numerals » (voir la liste des auteurs).